# Grimm Vince
Grimm Vince (a külföldi szakirodalomban Vincent Grimm és Vincenz Grimm néven is szerepel) (Bécs, 1801. március 15. − Pest, 1872. január 15.) osztrák születésű magyar litográfus, nyomdaigazgató, sakkozó, sakkfeladványszerző.
Az 1839-es alapítású első magyar sakkegyesület, a Pesti Sakk-kör első elnöke; az első magyar sakksiker, az 1842–1845 közötti Pest–Párizs levelezési sakkjátszma magyar főjátékosainak egyike. Sakkfeladványszerzőként két műve ma is világrekordnak számít. A sakkmegnyitások között a Grimm-támadás (az elfogadott királycsel egyik alváltozata) viseli a nevét. Az emigrációjából történt 1868-as visszatérése után az akkor Erkel Ferenc elnöklése alatti Pesti Sakk-kör tiszteletbeli elnökévé választotta.
Trefort Ágostonnal a Pesti Műegylet megalapításának egyik kezdeményezője. Az 1848−49-es szabadságharc idején a Magyar Álladalmi Bankjegynyomda igazgatója, a Kossuth-bankók litográfusa, a magyar államjegyek és a kormány minden sajtótermékének kinyomtatója.
1849. augusztus 20-án Orsován jelen volt a Szent Korona és a koronázási jelvények elásásánál, és arról helyszínrajzot készített. A szabadságharc bukása után Törökországba menekült, áttért az iszlám vallásra, és felvette a Murad bej nevet. Aleppóban a török vezérkar térképészeti intézetének vezető állású tisztje lett őrnagyi rangban, ahol a török bankjegyek nyomtatása is a feladata volt.
Maradandót alkotott litográfusként is, művei a Magyar Nemzeti Galériában találhatók.
1872-ben, magányosan hunyt el, sírját a Kerepesi úti temetőben 1910-ben felszámolták.

## Élete az 1840-es évekig
Az anyakönyvi bejegyzés szerinti nevei: Vincentius, Ignatius, Leopoldus. Édesapja id. Vinzenz Grimm a csehországi Napagedlből származott, akit jómódú bécsi nagykereskedőként tartották számon, de egész Európára kiterjedő üzleti kapcsolatokkal rendelkezett. Édesanyja, Josepha Wolff maga is kereskedőcsalád leszármazottja volt. A szülei házasságából a bécsi anyakönyvi források szerint 8 élő gyermek: 6 lány és 2 fiú született, Vince a család második gyermeke volt. Későbbi életében és pályafutásában fontos szerepet töltött be testvérei közül az 1800. február 23-án született nővére, Leopoldina, az 1806. június 27-én született húga, Paulina, és az 1815. december 19-én született öccse, Gustav Viktor.
Szülei jól ismerve gyermeküket, ügyes rajzkészsége alapján a litográfusi szakmát sajátíttatták el vele. 1823-ban települt át Magyarországra, Pestre. Nevelői állást vállalt, majd a Duna–Tisza-Csatorna Társulatnál írnokként dolgozott. Özveggyé vált édesanyja 1829-ben települt át Pestre és költözött fiához.
1831 áprilisában átvette Lichtl Károly műkereskedő üzletét, ebben 1832-ben hangjegykölcsönkönyvtárat is alapított. A helytartótanács csak 1834-ben hagyta jóvá a vételt. Grimm, aki hivatására nézve kőrajzoló és rézmetsző volt, abban reménykedett, hogy mint műkereskedő meg fogja kapni a kőnyomdai jogot. Ekkor azonban már minden sokszorosító géptől nagyon félt a cenzúra, s csak hosszas utánjárással kapta meg 1842-ben litográfiai sajtó felállítására a királyi szabadalomlevelet. Nagy zenebarát is volt, ezért 1842-ben hangjegynyomdára kért engedélyt, és ezzel kiszorította a rendkívül költséges réznyomatú kottát. Ekkor már jónevű litográfus volt. Műkereskedésében festmények, szobrok, apróbb műtárgyak, régiségek, kották, hangszerek, főleg zongorák, valamint ecsetek, festék, rajzpapír stb. is kaphatók voltak. Zeneműveket és képeket is árult boltjában. Célját elérve, hogy kedvenc foglalkozásának szentelhesse minden idejét, a Dorottya utca sarkán álló műkereskedését 1843-ban eladta, és kőnyomatos könyvnyomdát létesített.
Az ő nyomdájában nyomták 1844-től a Pesti Divatlapot, amelyben Petőfi Sándor János vitéz című költeménye először megjelent. A kőnyomat minőségének bemutatására jelentek meg a Pesti Divatlapban Czuczor Gergely és Rózsavölgyi Gyula kőnyomatú arcképei, melynek litográfiáját Barabás Miklós rajza alapján maga Grimm készítette. Sok időt és pénzt költött a színes nyomás megteremtésére, amit később aztán mások kidolgoztak.
Litográfiai intézetében tanult többek között Kanitz Fülöp neves térképész, régész és etnográfus is. Grimm Vince háza tudósok és művészek gyakori találkozóhelye volt, akik közül különösen kettő hatott Kanitzra: József nádor legkisebb fiának, József főhercegnek a nevelője, Häufler József Vince, az ismert topográfus és etnográfus, valamint Kiss Ferenc, a kiváló régész, egyetemi tanár. Az utóbbi számára Kanitz már 1845-ben, 16 éves korában elkészítette néhány archeológiai illusztráció rajzát és kővésetét.
1839-ben gróf Dessewffy Aurél, Eckstein Fridrik, báró Eötvös József, Jósika Miklós, Lukács Móric, báró Prónay István, Rupp János, gróf Serényi László és Trefort Ágoston mellett a Pesti Műegylet megalapításának egyik kezdeményezője, amelyet 1839. november 10-én a német Kunstvereinok mintájára meg is alakítottak. Az alapító tagok elsősorban a magyar politikai és társadalmi életben fontos szerepet játszó személyek voltak. A Műegylet „műtárosa”, egyben pénztárnoka Grimm Vince lett. A tíz alapító közül ő volt az egyetlen, aki a művészetekhez és az üzlethez is értett. Einsle Antal, Ferenczy István, Hild Károly, Hermann Neefe, Wagner Sándor és Schedius Lajos mellett őt is beválasztották a héttagú műbíráló választmányba. A Műegylet első kiállítására elsősorban Grimm Vince szervező tevékenységének köszönhetően került sor: a Redoute épületének első emeletén 1840-ben megnyílt az első magyar képzőművészeti tárlat. A kiállítást követően Grimm Vincének „példás buzgóságáért és költséggel járó iparkodásáért – mivel neki köszönhető a kiállítás váratlan sikere – és az alapszabály szerint neki járó tiszteletdíjakról lemondott – egy képet ajándékoztak”.
1843-ban mint kőnyomda-tulajdonost a Magyar Védegylet iparmű-kiállításán bronz érdempénzzel jutalmazták.

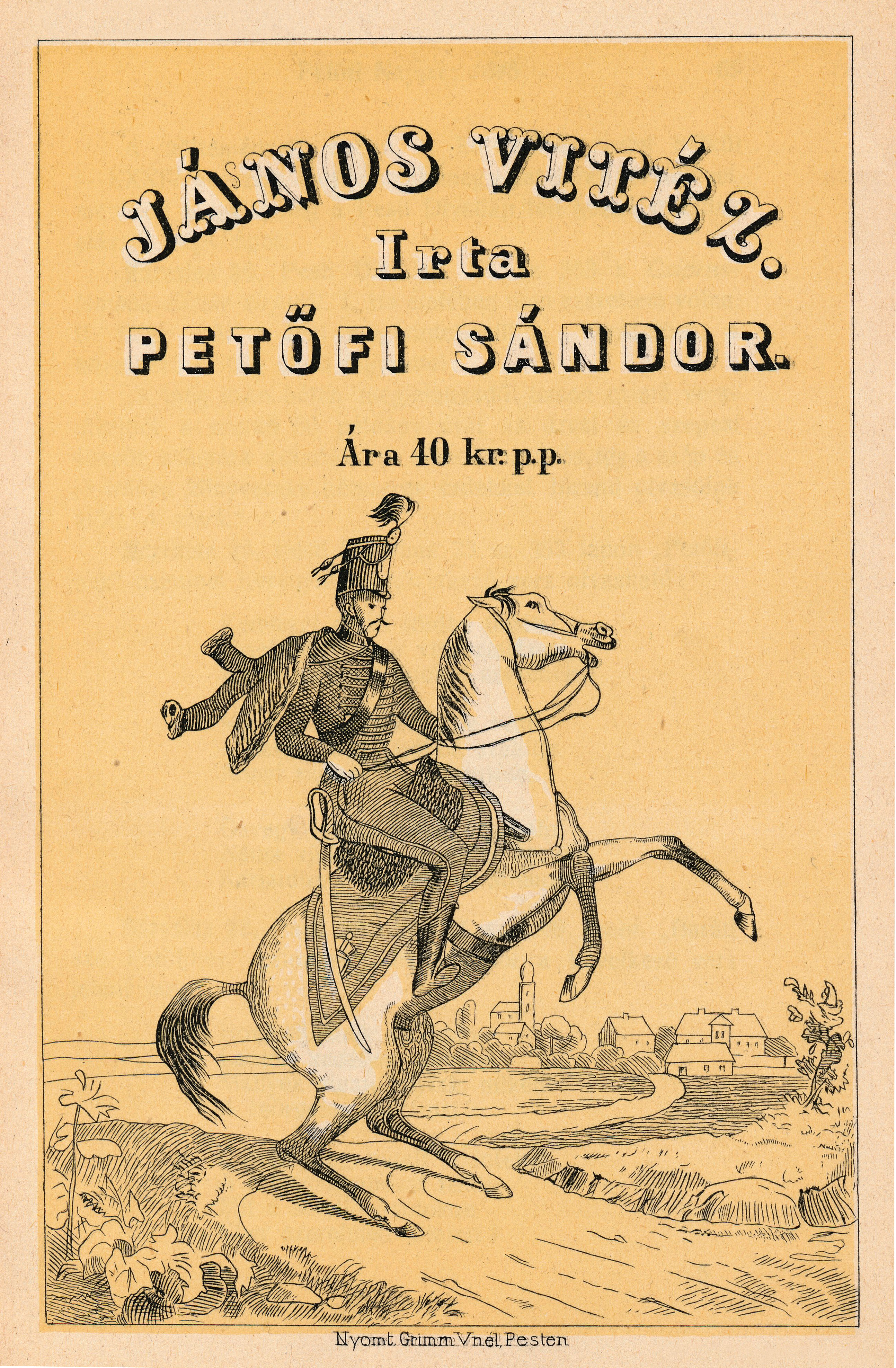
A János vitéz első kiadásának címlapja Grimm Vince rajzával

A Kossuth-féle védegylet alapításakor hosszas rábeszélés után nyomtatási engedély nélkül, kőnyomatos úton kinyomtatta Kossuth programját és körleveleit, amelyeket a cenzúra nem engedélyezett. Egy Bécsből Pestre kiküldött rendőrbiztos, akit azzal bíztak meg, hogy a Kossuth szolgálatában dolgozó litográfiai intézményt derítse fel, hamarosan rátalált a helyes nyomra, így nem maradt más a több barátja által figyelmeztetett Grimm számára, minthogy az egész intézményt a Pesten letelepedett Welzel úr litográfiatulajdonosnak szerződésileg átadja. Ez aztán a legnagyobb sietséggel meg is történt, és amikor az intézmény bezárására felhatalmazott bizottság megjelent, a lemondás formaságai már megtörténtek. Grimm ezután csendestársként átvette az intézmény vezetését. Ez az eset is közrejátszhatott abban, hogy a szabadságharc idején Kossuth őt nevezte ki az állami bankjegynyomda igazgatójává.
Ő készítette a János vitéz 1845-ös első kiadásának rajzait és annak kőmetszeteit. Az ő rajza Petőfi A helység kalapácsa című kötete 1847. évi első kiadásának címlapja is. Az Országos Széchényi Könyvtárban őrzött számos más litográfia is a keze munkáját dicséri, több esetben a rajzot is ő készítette. A Charivari című folyóiratba készített úgynevezett gúnyképeket (karikatúrákat) is, amelyek abban az időben kezdtek divatba jönni. Több más alkotása is fennmaradt: ezek közt van politikai karikatúra, városkép, bankjegyrajz és a történelmi Magyarország postakocsitérképe. Ez utóbbinak a rajza is roppant érdekes, és a címnek is megvan a maga zamata: „MAGYAR és ERDÉLY-ORSZÁGI Posta ’s vontató-járások’ Földképe a’ legújabb Kútfők szerint rajzolva GRIMM V. által 1836.”
Grimm irodalmi téren is működött. Szellemes és gyilkoló gúnnyal írt a titkos utakon járó osztrák politika, főleg a Zsófia főhercegnő által szított aknamunkák ellen. Írásai sok finomságot, felvilágosodottságot, előkelő és alapos műveltséget mutatnak. Heine és Voltaire hatása érződik rajtuk, emellett mindig eredetien hatnak.
Finom modorú, ábrándos, szórakozott ember volt; élete végéig nőtlen maradt. Sokat utazott, bejárta egész Európát. Mint pesti polgár német anyanyelvén kívül kifogástalanul beszélt és írt magyarul, franciául, angolul, törökül és olaszul. Emlékiratai arról tanúskodnak, hogy a reformkorszak vezetőihez meleg és közvetlen viszony fűzte. Tanult iparosból az ország szellemi arisztokráciájának sorába küzdötte fel magát.
A kor egyik legerősebb sakkozójának tartották, de nemcsak a sakkjátékban jeleskedett. A negyvenes években Monarchia-szerte emlegették a nevét, a kávéházak zöld asztalainál úgy tartották, hogy az egyik legjobb whist- és a legügyesebb biliárdjátékos.

## A sakkozó

### A Pesti Sakk-kör első elnöke

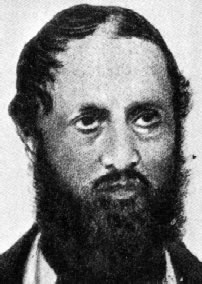
Szén József, a Pesti Sakk-kör alapítója, a Pest–Párizs levelezési sakkmérkőzés résztvevője

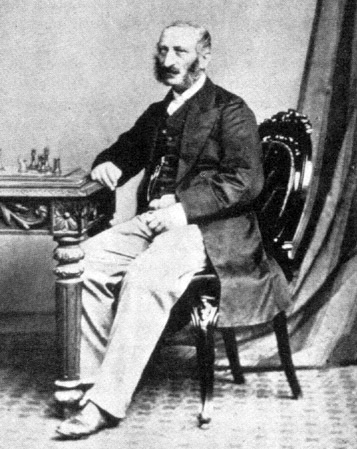
Löwenthal János Jakab, a Pesti Sakk-kör alapítója, a Pest–Párizs levelezési sakkmérkőzés résztvevője

Szén József az 1830-as években többször járt Bécsben, Párizsban, Londonban és Berlinben, és az ottani tapasztalatait használta fel a sakk-kör megalapítása során. Külföldi útja során merült fel egy levelezési játszma lehetősége Pest és Párizs között. A játék lefolytatásához szervezeti keretekre volt szükség, mivel a győztesnek járó pénzdíjat letétbe kellett helyezni, de ezt az összeget (ezer forintot) csak részvénytársasági alapon lehetett előteremteni. Ezért legerősebb tanítványával, Löwenthal János Jakabbal, Grimm Vincével és több más lelkes sakkozóval – akik közül még egy dr. Schenk nevű orvos, továbbá Heinrich von Levitschnigg nevű osztrák költő, aki a Wurm-házban lakott, nevét örökítette meg az utókor – 1839-ben a ma Dorottya-palotának nevezett Wurm-udvar kávéházában megalapították az első magyar sakkegyesületet, a Pesti Sakk-kört. A kör első elnöke Grimm Vince lett.
Grimm Vincét az emigrációból történt hazaérkezése után, 1869-ben az 1864-ben újjáalakult Pesti Sakk-kör, amelynek Erkel Ferenc volt az elnöke, a kör tiszteletbeli elnökévé választotta.

### A sakkjátékos
Az 1840-es években az akkori idők legerősebbnek tartott magyar játékosa, Szén József egyenlő rangú ellenfelének tartották, akivel a Wurm kávéházban sokat játszott tétre menő játszmákat.
Sakkjátékában az elegáns játék mestere volt, akinek a futók voltak a kedvencei. Gárdonyi Géza egy eredetileg 1888-ban megjelent írásában szintén elegáns játékmodorú sakkmesternek nevezte.
Az 1843−1845 között Pest és Párizs sakkozói között lefolytatott levelező mérkőzés során Pest játékosai 2−0 arányban legyőzték Párizs sakkozóit, Európa legjobbjait. A tanácskozási alapon lefolytatott viadal magyar csoportjának irányítói Szén, Löwenthal és Grimm voltak. Az előbizottságban Czéner, Openheim és Pollák nevű jó játékosok elemezték a párizsiak lépéseit, és ők tettek ajánlatot, előterjesztést a főbizottságnak: Szénnek, Grimmnek és Löwenthalnak.
A sakkvilágra éveken át nagy hatással lévő halhatatlan sakkjátszmának elnevezett Adolf Anderssen–Lionel Kieseritzky-játszma után divatba jött a királyfutócsel, amelyben aztán a pesti sakkozók számos újítást hoztak. Grimm Vince játékmódja például (1.e4, e5 2.f4, exf 3.Fc4, Vh4+ 4.Kf1, g5 5.Hc3, Fg7 6.d4, d6 7.Hf3, Vh5 8.e5, dxe 9.h4, h6 10.Hd5, Kd8 utáni 11.Kg1!) mint „remek támadás” került az akkori sakkelmélet anyagába. A királyfutócsel 1.e4 e5 2.f4 exf4 3.Fc4 Vh4+ 4.Kf1 g5 5.Hc3 Fg7 6.d4 d6 7.e5 lépéssorrendje ma is a Grimm-támadás nevet viseli.
Korábbi kedvenc időtöltésétől száműzetésének ideje alatt sem szakadt el, sőt kereste a külföldi kapcsolatokat. Fennmaradt egy nemzetközi hírnevű angol sakkújsághoz küldött tájékoztató levele, amelynek keltezése: Aleppo, 1850. szeptember 17. Ebben saját nyert játszmáját és elméleti feldolgozását ismerteti, amit a szerkesztőség készséggel adott közre.
Egressy Gábor naplójából tudjuk, hogy az internált magyar honvédek szenvedélyesen űzték a sakkot, különösen Grimm Vince és a veszprémi Kiss ezredes jeleskedett közöttük. Grimmnek bolgár és török városkákban olykor alkalma nyílt a helyi „nagyságokkal” mérkőznie – egy-egy játszma néhány piaszter tétbe ment, és az így szerzett fillérek enyhítették 1850-ben az emigráció nyomorúságát. 1851-ben meghívták a londoni nemzetközi sakkversenyre, amelyre nem tudott elmenni, és a rendezőségnek drámai hangú levélben válaszolt: „Néhány éve igen nagy játszmát vívtunk – a fejünk volt a tét. Vesztettünk…” A londoni verseny szervezői gesztusként a záróbanketten egy széket üresen hagytak a tiszteletére.
Egy szórakoztató miniatűr játszmája a száműzetése idejéből egy ismeretlen nevű ellenfél ellen:
N. N. − Grimm Vince, Konstantinápoly, 1864. (spanyol megnyitás)
1.e4 e5 2.Hf3 Hc6 3.Fb5 a6 4.Fa4 Hf6 5.0-0 Fc5 6.c3 Fa7 7.Bel? (7.d4 sokkal jobb és természetesebb.) 7.- Hg4? (Jellegzetes múlt századi kalandor lépés, amely világos pontatlan védekezése következtében beválik.) 8.d4 exd4 9.cxd4? (Világos beleesik a csapdába. 9.h3-at közbe kellett volna iktatni.) 9.- Hxd4! 10.Hxd4 Vh4 11.Hf3? (Csak 11.Fe3 tartotta az állást, bár 11.- Vxh2+ 12.Kf1 Vh1+ 13.Ke2 Vxg2 után is igen erős sötét támadása.) 11.- Vxf2+ 12.Kh1 Vg1+! (A klasszikus fojtott matt.) 13.Bxg1 Hf2 matt.
|    | |    |    |    |    |    |    |
|    | \| \| \| \| \| \| \| \| \| \| \| \| \| \| \| \| \| \| \| \| \| \| \| \| \| \| \| \| \| \| \| \| \| \| \| \| \| \| \| \| \| \| \| \| \| \| \| \| \| \| \| \| \| \| \| \| \| \| \| \| \| \| \| \| \| \| \| \| \| \| \| \| |    |    |    |    |    |    |
|    | |    |    |    |    |    |    |
| a8 | b8 | c8 | d8 | e8 | f8 | g8 | h8 |
| a7 | b7 | c7 | d7 | e7 | f7 | g7 | h7 |
| a6 | b6 | c6 | d6 | e6 | f6 | g6 | h6 |
| a5 | b5 | c5 | d5 | e5 | f5 | g5 | h5 |
| a4 | b4 | c4 | d4 | e4 | f4 | g4 | h4 |
| a3 | b3 | c3 | d3 | e3 | f3 | g3 | h3 |
| a2 | b2 | c2 | d2 | e2 | f2 | g2 | h2 |
| a1 | b1 | c1 | d1 | e1 | f1 | g1 | h1 |

| a8 | b8 | c8 | d8 | e8 | f8 | g8 | h8 |
| a7 | b7 | c7 | d7 | e7 | f7 | g7 | h7 |
| a6 | b6 | c6 | d6 | e6 | f6 | g6 | h6 |
| a5 | b5 | c5 | d5 | e5 | f5 | g5 | h5 |
| a4 | b4 | c4 | d4 | e4 | f4 | g4 | h4 |
| a3 | b3 | c3 | d3 | e3 | f3 | g3 | h3 |
| a2 | b2 | c2 | d2 | e2 | f2 | g2 | h2 |
| a1 | b1 | c1 | d1 | e1 | f1 | g1 | h1 |

### A sakkfeladványszerző
A sakkjátéknak nemcsak a gyakorlatias ága kötötte le érdeklődését, szívesen oldott meg sakkfeladványokat is. Ez végül odavezetett, hogy a sakkfeladványok szerkesztésével is eredményesen kísérletezett.
A törökországi száműzetéséből írott, sakktárgyú leveleit a korabeli angol és német szaklapok teljes terjedelmükben közölték, adatai máig is forrásként szolgálnak a keleti sakkozás szabályaira vonatkozóan. A szíriai Aleppóból több sakkfeladványt is küldött a különböző nyelven megjelenő sakklapoknak. Egy kevéssé ismert műfajban, a „konstrukciós feladatok” között két máig megdöntetlen, számítógépek szerint is megdönthetetlen világrekord fűződik a nevéhez. A szabályos állásban „világos lép, és a lehető legtöbb lépésben azonnal mattot ad” feladvány esetében mind a 15, mind a 17 bábos állások között egyaránt 47 (negyvenhét) mattoló lépéssel az ő műve tartja még ma is a rekordot.
Jean Dufresne (1829–1893) berlini sakkmester, a sakktárgyú könyvek nemzetközi hírű kiadója Anthologie der Schachaufgaben (Berlin, 1864) című összeállításában szerepel a korszak minden kiemelkedő eredményeket elért sakkfeladványszerzője, többek között a magyar Grimm Vince is.

## A szabadságharc idején

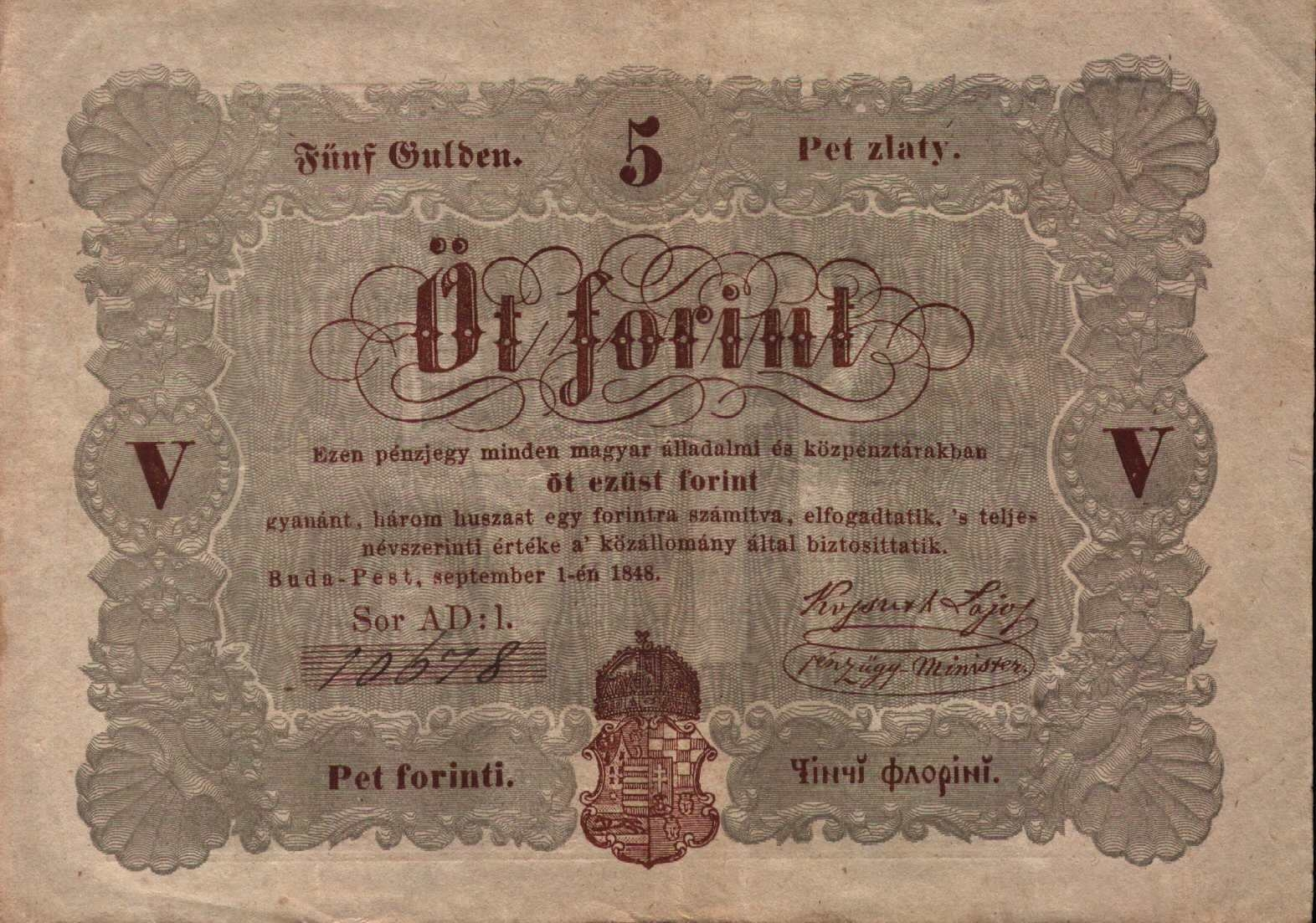
Kossuth-bankó. Grimm Vince litográfiája

Az 1848-as szabadságharc nagy híve volt. A Wurm-udvarban, ahol a Pesti Sakk-kör székelt, lakott egy ideig Kossuth Lajos is. Vélhetően itt ismerkedtek össze.
Miután megbízhatóságát és elkötelezettségét korábban bizonyította azzal, hogy a cenzúra kijátszásával kinyomtatta Kossuth röpiratait, a kormány 1848-ban őt bízta meg a Magyar Álladalmi Bankjegynyomda vezetésével, s mint ilyen, a Duschek Ferenc pénzügyminisztériumába beosztott miniszteri tanácsos volt. Nagyvonalú műveltsége, nyelvtudása, rokonszenves, szókimondó, egyenes jelleme, páratlan becsületessége az események középpontjába emelték.

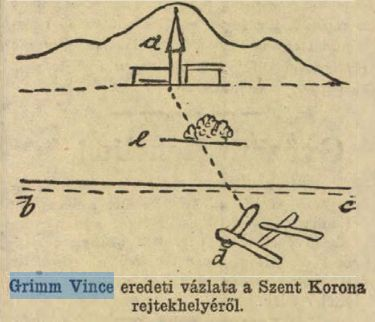
Grimm Vince eredeti rajza a Szent Korona rejtekhelyéről Orsova mellett

A Kossuth-bankjegyek kliséinek litográfiáját ő készítette Tyroler József rajza alapján. A bankjegyeken a tónusnyomást litográfiai úton készítették. Az ő nyomdája gyártotta, és 1848. július 11-én forgalomba került az önálló magyar pénz. A nyomda a fővárosi önkormányzati régi városháza szárnyépületében, a Városház u. 9–11. alatt üzemelt. Ott ma is található nyomda. A legnagyobb nehézségek között is tudott papírt szerezni a bankjegynyomáshoz akkor, amikor a felvidéki papírmalmok már osztrák kézen voltak.
1849 júliusában Görgei Artúr Debrecenbe vonult vissza Windischgrätz herceg osztrák csapatai elől, és odaköltözött a forradalmi országgyűlés is a kormánnyal együtt. A bankjegynyomda és Grimm is követte a kormányt, miközben továbbra is folyt a bankjegyek nyomtatása. Debrecen kiürítése, illetve az orosz előnyomulás után tovább követte Kossuthot Szegedre, majd Temesvárra. A temesvári ütközet, illetve a világosi fegyverletétel után a Szemere Bertalan miniszterelnök köré szerveződött menekülő csoporthoz csapódva Orsovára ment ő is.
A bankjegynyomda vezetése, főleg azonban a Jellasics és Zsófia hercegnő, illetve a Kamarilla ellen írott gyilkoló gúnyú röpiratai, különösen a Jellasichide. Heldengedicht in fünf Gesängen, Pest, 1849. miatt nem kerülhette volna el a bitófát, menekülnie kellett. Augusztus 19-én Szemere Bertalan beavatta a többi menekülő előtt ismeretlen titokba: abba, hogy nála van a Budáról Debrecenen és Szegeden keresztül Orsovára hozott Szent Korona. A következő éjszakán az Újorsova feletti Allion-hegy lábánál, a Cserna bedőlt hídja és az orsovai templomtorony vonalában, Erdély és az Oszmán Birodalom határán, a senki földjén egy cserjés alatt elásták a koronát tartalmazó vasládát. A korona rejtekhelyéről Grimm Vince készített tervrajzot. A Szent Korona 1849. augusztusi, Orsova melletti elásásáról szóló emlékiratát 1866. február 1-én írta meg, amely a Pilvax-féle irattárból került elő, és a 8 órai Ujság 1929. május 16-i száma közölte.

## Az emigrációban
A szabadságharc bukása után Szemere Bertalannal és Kossuth Lajossal együtt Törökországba menekült. Vidinben felvette az iszlám vallást, hogy a szultán, Abdul-Medzsid mint török állampolgárt megvédhesse az emigránsokat háborús fenyegetésekkel kikövetelő osztrák kormánytól. Ezt követően Aleppóban szolgálattételre jelentkezett a török hadseregbe. Ehhez Kossuth Lajos az alábbi ajánlólevelet írta számára:

„Bizonyítvány, melynek erejével ezennel tanusitom, hogy Grimm Vince ur a magyar pénzügy min. bankjegyintézeténél, mint igazgató (mely hivatal alezredesi ranggal purifikálható) és e szakban kitűnő tehetsége, ügyessége és fáradhatatlan szorgalmával párosult hü szolgálata által megelégedésemet és méltánylatomat teljes mértékben kiérdemelte. ”

– Kossuth Lajos

Mivel a fegyveres harcokban nem volt jártas, a fegyveres állományba vételét a szultán megtagadta, de őrnagyi rangban kinevezte Aleppóban a török térképészeti intézet vezetőjének, később pedig a Konstantinápolyban újonnan szervezett litográfiai intézet, az oszmán bankjegynyomda vezetőjének. Két évtizeden át készültek műhelyében a törökök papírpénzei.
Ő írta száműzetéséből az Aleppói levelek néven ismertté vált leveleket, amelyek egyikéből értesülhetett 1850-ben a magyar közvélemény Bem József haláláról és annak körülményeiről.
Az emigrációban részben sakkmagánórák adásából élt. A sakk más módon is a kiegészítő jövedelemforrást jelentette számára, gyakran játszott pénzben. Szerény jövedelméből is támogatta Pesten élő nővérét, aki ekkor már férje után a Schommer nevet viselte.

## Hazatérése és halála
1866-ban amnesztiát kapott, és nem sokkal később hazatért. 1866. február 1-jén egy 18 oldalas emlékiratot írt egy ismeretlen barátjához, valószínűleg nemes Mayerffy Sándor volt honvéd századoshoz, melyben rendkívül érdekes és mások számára ismeretlen adatokat közölt a Szent Korona 1849. augusztus 20-ai elásásáról, és Duschek Ferenc pénzügyminiszternek Kossuth ellen folytatott szerepéről. Ez az emlékirat a Mayerffy család levelesládájába került, és Pilvax Károly pesti kávéháztulajdonos, akit a Mayerffy családhoz rokoni kapcsok fűztek, iratai között találták meg. A kézirat a család adományából a Hadtörténelmi Múzeum könyvtárába került.
Hazatérte után az Erkel Ferenc elnöklése alatt működő Pesti Sakk-kör 1869 januárjában a kör tiszteletbeli elnökévé választotta, és részt vett a 19. század egyik legerősebb versenyének elismert 1867-es párizsi sakktorna győztese, Kolisch Ignác tiszteletére rendezett díszvacsorán.
Utolsó éveiben nővérénél, az egykor híres színésznőnél lakott, és igen elvonulva élt. Nekrológjában a Fővárosi Lapok így emlékezik meg róla: „A pestiek közül bizonyára többen emlékeznek reá; mert hófehér hajával, bajuszával, s fején a török fezzel föltűnő alak volt. A vendéglőkben többnyire könyvvel jelent meg; csöndesen költé el szerény ebédjét vagy vacsoráját, azután senkivel sem törődve folyton olvasott.”
Halálát 1872. január 15-én váratlan szívszélhűdés okozta, ahogyan erről a testvére, Paula által kiadott német nyelvű gyászjelentés tanúskodik. A Király utcai gyászházból a Kerepesi temetőben helyezték örök nyugalomra 1872. január 18-án. A Kerepesi temető 25. parcellájában levő sírját 1910 táján egy temetőrendezés kiürítette, azóta egy ismeretlen és jeltelen tömegsírban pihen.

## Művei
- Grimm Vince: Theorie der nützlichen Künste. Lehrgedicht. (8-r. 50 1.) Pest, 1849. Gedr. bei Landerer u. Heckenast
- Jellacsichiade. Heldengedicht; Druck Kozma, Pest, 1849